# Moskwicz 433/434
Moskwicz 433 i 434 – samochody dostawcze z nadwoziem furgon produkowane przez radzieckie zakłady MZMA / AZLK w latach 1966–1976, różniące się od siebie zastosowanym silnikiem. Stanowiły odmiany nadwoziowe samochodów osobowych Moskwicz 408 i 412.

## Historia powstania i konstrukcja
Samochód Moskwicz 433 stanowił dostawczą wersję pochodną samochodu osobowego Moskwicz 408, który zapoczątkował w połowie lat 60. trzecią generację samochodów Moskwicz. Zastąpił on furgon Moskwicz 432, oparty na starszej rodzinie samochodów z lat 50. Produkcję wariantu furgon rozpoczęto od końca 1966 roku – dwa lata po premierze sedana 408. Napęd stanowił ten sam, dość przestarzały i stosunkowo słaby silnik, wywodzący się konstrukcyjnie jeszcze z przedwojennej niemieckiej jednostki Opla Kadetta K38, pojemności 1358 cm³. Od końca 1968 roku zaczęto równolegle produkować model Moskwicz 434, różniący się przede wszystkim nowym silnikiem o pojemności 1470 cm³ i półtorakrotnie większej mocy (75 KM), pochodzącym z nowego samochodu osobowego Moskwicz 412 (wzorowanym na silniku BMW). 
Nadwozie furgonów było podobne do kombi Moskwicz 426/427, lecz trzydrzwiowe, a zamiast okien bocznych przedziału bagażowego były na całą długość ozdobne panele ze żłobkowanej poziomo blachy, która zapewniała także usztywnienie. Podobnie jak w kombi, tylna klapa była początkowo dzielona na dwie części, otwierające się do góry i na dół (zazwyczaj bez okna u góry), lecz od końca 1972 roku zamieniono je na drzwi z szybą otwierane do góry. Przedział kierowania od przedziału bagażowego oddzielała pełna przegroda z okienkiem (w późniejszych wersjach niepełna). W odróżnieniu od kombi, koło zapasowe znajdowało się za oparciem prawego fotela. Przez to podłoga mogła być nieco obniżona. Samochody miały zawieszenie tylne wzmocnione w stosunku do kombi – zastosowano resory tej samej długości (krótsze niż w sedanie), ale różniły się rozmiarami piór i mocowaniem tylnego końca. Podobnie jak w kombi, furgony miały przekładnię główną zaadaptowaną ze starszych modeli 432 o przełożeniu 4,55 i opony o nieco większej średnicy (6,50×13”). Podłoga bagażnika przebiegała na wysokości 550 mm, przedział bagażowy miał maksymalną długość po podłodze 1615 mm, szerokość 1230 mm (935 mm między wnękami kół) i wysokość od 800 do 890 mm. Jego objętość wynosiła 1,5 m³. Ładowność wynosiła 400 kg na szosie i 250 kg na gorszych drogach. 
Oba modele samochodów były produkowane równolegle z powodu niewystarczającej produkcji silników 1,5 l, przy tym słabsza, lecz prostsza jednostka napędowa 1,4 l okazała się bardziej odpowiednia dla słabiej zaludnionych części kraju, z gorzej rozwiniętą siecią serwisową. Podobnie jak modele 408 i 412, oba furgony nie różniły się od siebie zewnętrznie. Wczesne serie miały dwa (ewentualnie w wykonaniu eksportowym, cztery) okrągłe reflektory. W odróżnieniu od sedanów i kombi, furgon otrzymał standardowo dwa lusterka zewnętrzne, zamocowane daleko z przodu na błotnikach. Oba samochody następnie były stopniowo modernizowane, analogicznie do sedanów. Przednią kanapę zastąpiły indywidualne fotele, a dźwignię zmiany biegów przeniesiono z kierownicy na podłogę samochodu, podobnie jak dźwignię hamulca ręcznego spod deski rozdzielczej. 
Na początku 1970 roku unowocześniono przód nadwozia obu samochodów, w ślad za sedanami. Przede wszystkim, okrągłe reflektory zastąpiono przez prostokątne (w sześciokątnych chromowanych oprawach). Zgodnie z europejskimi tendencjami, zadbano o bezpieczeństwo bierne: nowe nadwozie miało strefy zgniotu z przodu. Metalowa deska przyrządów i wewnętrzne elementy nadwozia otrzymały od lutego 1969 miękkie poliuretanowe nakładki, a od 1971 cała deska przyrządów była pokryta poliuretanem.

## Produkcja i eksploatacja
Furgony Moskwicz 433 i 434 były produkowane w moskiewskich zakładach AZLK do pierwszego kwartału 1976 roku, kiedy zostały zastąpione przez zmodernizowane modele 2733 / 2734. Ponadto, od 1968 do 1973 roku Moskwicz 434 był produkowany przez zakłady Iżmasz w Iżewsku – od moskiewskich różnił się nieco inną atrapą chłodnicy i tym, że zachował okrągłe reflektory. Ogółem wyprodukowano ich około 104 tysiące w Moskwie i ponad 35 tysięcy w Iżewsku. W szczytowym 1972 roku produkcja Moskwicza 434 w Iżewsku sięgnęła 17 721 sztuk, jednakże od 1973 roku został tam zastąpiony przez własny model furgonu z podwyższonym dachem, o większej ładowności – IŻ 2715, również oparty konstrukcyjnie na Moskwiczu 412. W stosunku do IŻ 2715, Moskwicz miał mimo to pewne zalety, jak lepszą hermetyczność przedziału bagażowego, bardziej odpowiednią dla niektórych towarów, i mniejsze zużycie paliwa z uwagi na bardziej opływowe nadwozie.
Samochody dostawcze w ZSRR były uważane za środki produkcji i w konsekwencji nie były sprzedawane dla prywatnych odbiorców, lecz jedynie dla gospodarki narodowej (państwowe przedsiębiorstwa, uspołeczniony handel i usługi, organizacje itp.). Od 1975 roku do końcówki lat 80. istniał nawet zakaz rejestrowania takich samochodów prywatnych. Furgony Moskwicza popularnie nazywane były pirożok (pierożek), od rozwożenia artykułów spożywczych. 
Furgony Moskwicz były również eksportowane, głównie do niektórych tzw. krajów demokracji ludowej, lecz także na Zachód, gdzie konkurowały niższą ceną, stanowiąc źródło dewiz. W 1969 roku Moskwicz 433 w Wielkiej Brytanii kosztował jedynie 475 funtów, przy cenie kombi 699 funtów. Produkowano specjalne lepiej wyposażone wersje eksportowe, oznaczone literą E (ros. Э), wersje dla ruchu lewostronnego z kierownicą po prawej stronie, oznaczone literą P (П), oraz wersje dla krajów z ciepłym klimatem, oznaczone Ju (Ю) (od jużnyj – południowy).
Istniały także nieseryjne odmiany pick-up samochodów Moskwicz 433 i 434, powstające m.in. w drodze przeróbki furgonów. Takie nieliczne samochody wykonywane były na potrzeby transportu wewnątrzzakładowego produkujących je fabryk (na ogół z wybrakowanych nadwozi, także sedanów) lub były modyfikowane samodzielnie przez importerów zachodnich dla potrzeb rynku. Wewnątrzzakładowy wariant pick-up Moskwicza 434 nosił oficjalne oznaczenie Moskwicz 434G.